# Cloud Atlas
Cloud Atlas is een Duits-Amerikaanse speelfilm uit 2012, gebaseerd op het gelijknamige boek van David Mitchell.
De film is geregisseerd, geproduceerd en geschreven door het trio Tom Tykwer en de Wachowski's. De als reclame voor de film dienende trailer duurt zes minuten.

## Verhaallijn
Deze film bestaat uit zes verhalen waarvan de hoofdpersonen met elkaar verbonden zijn omdat ze allemaal een komeetvormige moedervlek hebben en door verschillende links tussen de verhaallijnen. Een dagboek uit 1849 drijft rond op de Stille Oceaan. In dat dagboek zitten brieven van een componist aan zijn vriend, een thriller over een moord in een kerncentrale, een klucht over een uitgever in een verpleeghuis, een opstandige kloon in het futuristische Korea en het verhaal van een stam in het post-apocalyptische Hawaï, ver in de toekomst.

### 1849
De Amerikaanse advocaat Adam Ewing redt een ontsnapte Moriorislaaf, Autua, wanneer deze als verstekeling door hem op het schip De Profete wordt betrapt. Ewing is ziek en wordt behandeld door de scheepsarts, Henry Goose. Goose vertelt hem dat hij een parasitaire infectie heeft, maar in werkelijkheid vergiftigt hij Ewing langzaam om hem te kunnen bestelen. Autua redt hem op het laatste moment van Goose. Hierop besluit Ewing met zijn vrouw tot de abolutionistenbeweging toe te treden, tot afschuw van zijn schoonvader die in de slavenhandel zit.

### 1936
Robert Frobisher, een jonge Engelse componist, wordt als amanuensis door de componist Vyvyan Ayrs aangenomen. Frobisher componeert een symfonie, de The Cloud Atlas Sextet, en leest tussendoor het dagboek van Ewing. Wanneer Ayrs probeert om via chantage Frobishers werk te stelen, schiet Frobisher Ayrs neer met diens eigen pistool. Hij is nu een vluchteling met de autoriteiten op zijn hielen. Hij maakt de Cloud Atlas Sextet af en schiet zichzelf met het pistool in zijn mond vlak voor zijn geheime liefde Rufus Sixsmith binnenkomt.

### 1973
Luisa Rey, columniste voor Spyglass, komt tijdens een stroomstoring vast te zitten in een lift met Rufus Sixsmith, nu een wetenschapper van middelbare leeftijd. Sixsmith brengt Rey op het spoor van een samenzwering van oliemaatschappijen om een kerncentrale te saboteren, teneinde door een nucleair ongeval het imago van kernenergie te bezoedelen. De olietycoons laten Sixsmith vermoorden en Rey ontdekt de brieven van Frobisher bij zijn lichaam. De sympathieke wetenschapper Isaac Sachs moet zijn hulp aan Rey met de dood bekopen, maar met behulp van Joe Napier, het beveiligingshoofd, weet Rey de samenzweerders te ontmaskeren.

### 2012
Dermot Hoggins is een misdadiger die zijn memoires heeft geschreven onder de titel Knuckle Sandwich. Op een gala gooit hij Felix Finch, de criticus die Knuckle Sandwich in zijn recensie heeft neergesabeld van het balkon, en de publieke aandacht die hieruit voortkomt jaagt de verkoop van het boek omhoog. Uitgever Timothy Cavendish wordt hierop afgeperst door Hoggins' broers, die een deel van de royalty's opeisen. Doodsbang wendt Cavendish zich tot zijn broer Denholme, die wel een schuilplaats weet: het hotel Aurora House. Onderweg naar Aurora House leest hij een manuscript gebaseerd op Luisa Reys verhaal, geschreven door haar inmiddels volwassen buurjongen Javier Gomez. Aurora House blijkt echter een bejaardentehuis gerund door tirannieke verpleegsters die bejaarden contact met de buitenwereld ontzeggen en hen niet toestaan het tehuis te verlaten. Het 'hotelregister' dat Cavendish moest tekenen blijkt een machtiging waarmee hij al zijn bewegingsvrijheid opgeeft. Het blijkt dat Denholme hem erin heeft geluisd: de wraak voor een buitenechtelijke affaire met diens vrouw Georgette. Cavendish ontsnapt met drie andere bejaarden en belandt bij zijn jeugdliefde Ursula, waar hij op zijn beurt zijn memoires schrijft.

### 2144
Sonmi-451 is een kloon in het dystopische Neo-Seoel, gefokt voor levenslange slavenarbeid in het restaurant Papa Song. Een andere kloon, Yoona-939, laat haar de verfilmde memoires van Cavendish zien. De film zet Yoona-939 aan tot opstand. Ze wordt daarbij gedood maar Sonmi-451 wordt bevrijd door het verzet. Ze komt er via hen achter hoe klonen misbruikt en domgehouden worden, om aan het eind van hun tienjarige dienst te worden gedood en verwerkt tot voedsel voor de levende klonen. Sonmi-451 wordt door het verzet naar een afgelegen plek gebracht waar ze haar manifest rechtstreeks kan uitzenden naar alle 12 staten en 4 buitenaardse koloniën. Ordetroepen vallen binnen tijdens de uitzending en doden iedereen behalve Sonmi-451. Zij wordt ter dood veroordeeld maar mag eerst haar verhaal vertellen aan een archivaris van het overheidsarchief.

### 2321
Het laatste verhaal speelt zich af op het hoofdeiland van Hawaï, waar 106 winters na een niet-gespecificeerde wereldramp verschillende stammen in primitieve en soms barbaarse omstandigheden leven. Het dorp van Zachry Bailey wordt bedreigd door de kannibalistische Kona-stam. Op een dag arriveert een schip van de Voorzieners, mensen die gebruik maken van de overblijvende technologie maar langzaamaan ten onder gaan aan een onbekende ziekte. Een Voorzienervrouw, Meronym, wil de Mauna Sol (Mauna Kea) beklimmen maar heeft daarvoor een gids nodig. Nadat Meronym Catkin redt, het nichtje van Zachry die dodelijk verwond was geraakt, stemt hij toe. Ze bereiken een zendstation waar een standbeeld staat van Sonmi-451, nu door Zachry en zijn dorp als godin aanbeden. Meronym stuurt een SOS naar de buitenwereldse koloniën, maar op de terugreis blijken de Kona Zachry's hele dorp te hebben uitgeroeid, ook zijn zuster Rose. Zachry doodt uit wraak de leider van de Kona, waarna de rest achter hem aankomt. Meronym redt Zachry en Catkin en vele jaren later vertelt Zachry het hele verhaal op een verre planeet aan de kleinkinderen van hem en Meronym.

## Rolverdeling

### Hoofdrollen
Personages in het vet geven het hoofdpersonage in elke verhaallijn weer, die allemaal een komeetvormige moedervlek hebben.
| Acteur / actrice | Polynesië, 1849      | Cambridge / Edinburgh, 1936 | San Francisco, 1973                | Londen, 2012        | Neo-Seoel, 2144                        | Hawaï, 106 winters na De Val (2321) |
| ---------------- | -------------------- | --------------------------- | ---------------------------------- | ------------------- | -------------------------------------- | ----------------------------------- |
| Jim Sturgess     | Adam Ewing           | Arme hotelgast              | Vader van Megan                    | Schot in pub        | Hae-Joo Chang                          | Adam, Zachry's schoonbroer          |
| Ben Whishaw      | Scheepsjongen        | Robert Frobisher            | Winkelklerk                        | Georgette           |                                        | Stamlid Kona                        |
| Halle Berry      | Polynesische vrouw   | Jocasta Ayrs                | Luisa Rey                          | Indiaanse op feest  | Ovid                                   | Meronym                             |
| Jim Broadbent    | Kapitein Molyneux    | Vyvyan Ayrs                 |                                    | Timothy Cavendish   | Koreaanse musicus                      | Voorziener                          |
| Doona Bae        | Tilda Ewing          |                             | Moeder van Megan, Mexicaanse vrouw |                     | Sonmi-451, Sonmi-351, Sonmi prostituee |                                     |
| Tom Hanks        | Dr. Henry Goose      | Hotelmanager                | Isaac Sachs                        | Dermot Hoggins      | "Timothy Cavendish" look-a-like acteur | Zachry Bailey                       |
| Hugh Grant       | Dominee Giles Horrox | Maître d'hôtel              | Lloyd Hooks                        | Denholme Cavendish  | Ziener Rhee                            | Hoofdman Kona-stam                  |
| Hugo Weaving     | Haskell Moore        | Tadeusz Kesselring          | Bill Smoke                         | Verpleegster Noakes | Raadslid Mephi                         | Ouwe Georgie                        |
| Susan Sarandon   | Mevr. Horrox         |                             |                                    | Ursula              | Yosouf Suleiman                        | Abdis                               |
| Keith David      | Kupaka               |                             | Joe Napier                         |                     | An-kor Apis                            | Voorziener                          |
| James D'Arcy     |                      | Rufus Sixsmith              | Rufus Sixsmith                     | Verpleegster James  | Archivist                              |                                     |
| Zhou Xun         |                      |                             | Talbot (hotelmanager)              |                     | Yoona-939                              | Rose Bailey                         |
| David Gyasi      | Autua                |                             | Lester Rey                         |                     |                                        | Duophysist                          |
| Robert Fyfe      | Oude matroos         |                             |                                    | Mr. Meeks           |                                        | Voorziener                          |

### Bijrollen
| Acteur / actrice    | Polynesië, 1849        | Cambridge / Edinburgh, 1936 | San Francisco, 1973 | Londen, 2012      | Neo-Seoel, 2144       | Hawaï, 106 winters na De Val (2321) |
| ------------------- | ---------------------- | --------------------------- | ------------------- | ----------------- | --------------------- | ----------------------------------- |
| Martin Wuttke       | Mr. Boerhaave          |                             | Bewaker             |                   |                       | Leary de Genezer                    |
| Robin Morrissey     |                        |                             | Timothy Cavendish   |                   |                       |                                     |
| Brody Nicholas Lee  |                        |                             | Javier Gomez        | Jonas             |                       | Neefje van Zachry                   |
| Ian van Temperley   |                        |                             |                     |                   | Handhaver             |                                     |
| Amanda Walker       |                        |                             |                     | Veronica Costello |                       |                                     |
| Ralph Riach         |                        |                             |                     | Ernie Blacksmith  |                       |                                     |
| Andrew Havill       |                        |                             |                     | Mr. Hotchkiss     |                       |                                     |
| Tanja de Wendt      |                        |                             |                     | Mevr. Hotchkiss   |                       |                                     |
| Raevan Lee Hanan    |                        |                             |                     |                   | Meisje bij Papa Song  | Catkin / Kleinkind van Zachry       |
| Götz Otto           |                        |                             |                     | Conciërge Withers |                       |                                     |
| Niall Greig Fulton  | Gast van Haskell Moore |                             |                     | Mozza Hoggins     |                       |                                     |
| Louis Dempsey       | Gast van Haskell Moore |                             |                     | Jarvis Hoggins    |                       |                                     |
| Martin Docherty     | Gast van Haskell Moore |                             |                     | Eddie Hoggins     |                       |                                     |
| Alistair Petrie     | Gast van Haskell Moore | Muzikant                    |                     | Felix Finch       | Wulpse zakenman       |                                     |
| Zhu Zhu             |                        |                             | Megan Sixsmith      |                   | Twaalf-sterren kloon  |                                     |
| Sylvestra Le Touzel | Gast van Haskell Moore |                             |                     | Verpleegster Judd | Assistente slachthuis |                                     |